# Ганс Альбрехт Шлезвіг-Гольштейнський
Принц Ганс Альбрехт Віктор Александр Фрідріх Ернст Готтфрід Август Генріх Вальдемар Шлезвіг-Гольштейн-Зондербург-Глюксбурзький (нім. Hans Albrecht Viktor Alexander Friedrich Ernst Gottfried August Heinrich Waldemar Prinz von Schleswig-Holstein-Sonderburg-Glücksburg; 12 травня 1917, замок Луїзенлунд, Гюбі —  10 серпня 1944, Єдлінськ) — німецький офіцер.

## Біографія
Старший з чотирьох дітей принца Вільгельма Фрідріха та його дружини Марії Меліти, уродженої принцеси Гогенлое-Лангенбурзької. Виріс в сімейних замках Луїзенлунд та Грюнгольц. В 1934 році Вільгельм Фрідріх успадкував титул герцога Шлезвіг-Гольштейнського, а Ганс Альбрехт став спадкоємним принцом.
З 1939 року, після початку Другої світової війни, Ганс Альбрехт служив у вермахті. Загинув від поранення в бою біля Єдлінська 10 серпня 1944 року. Похований на місцевому солдатському цвинтарі. Меморіальний хрест знаходиться на родинному цвинтарі в Луїзенлунді.

## Титули
- Його Високість Принц Ганс Альбрехт Шлезвіг-Гольштейн-Зондербург-Глюксбурзький (12 травня 1917—21 січня 1934)
- Його Високість Спадкоємний Принц Шлезвіг-Гольштейнський (21 січня 1934—10 серпня 1944)